# Jakub Zwiech
Jakub Zwiech (ur. 6 listopada 1996) – polski siatkarz, grający na pozycji środkowego.

## Życiorys
Wychowanek Gwardii Wrocław. Absolwent SMS-u PZPS Spała w 2015 roku. W maju 2015 wystąpił w udanych dla reprezentacji Polski kwalifikacjach do mistrzostw świata juniorów. Zagrał w każdym z wygranych spotkań (Włochy, Austria, Francja), będąc wyróżniającym się zawodnikiem. Podczas ostatniej z potyczek zawodnika obserwował m.in. Raúl Lozano. W czerwcu został siatkarzem drużyny Cerrad Czarnych Radom, prowadzonej przez Argentyńczyka.

## Sukcesy reprezentacyjne
Mistrzostwa Europy Juniorów:
- 2014